# Hindiganahalli, Gubbi
Hindiganahalli là một làng thuộc tehsil Gubbi, huyện Tumkur, bang Karnataka, Ấn Độ.